# Коломбо, Роберто
Робе́рто Коло́мбо (итал. Roberto Colombo; 24 августа 1975, Монца, Италия) — итальянский футболист, вратарь.

## Биография
Коломбо был воспитанником футбольного клуба «Милан». Был арендован футбольными клубами «Нуова Вальданьо», «Фиоренцуола», «Сольбьатезе Арно» и «Монца Брианца 1912». После долгих скитаний, наконец, был взят в первую команду «Милана» в сезоне 1999/00.
В январе 2000 года, Коломбо перешёл в футбольный клуб «Падова», проведя лучшие пять сезонов в своей жизни. В общей сложности он провёл 126 матчей за «Падову». Он помог своему клубу подняться в 2001 в Серию С1 и стал основным голкипером в 2003 году.
В начале 2006 года перешёл в «Болонью». В мае 2010 года был одним из игроков, приглашенных в «Милан», чтобы участвовать в турне по Америке.
После неудачного сезона в «Триестине», весной 2011 года Коломбо становится игроком «Наполи». Он стал третьим вратарём, и на данный момент имеет в активе 1 матч.

## Достижения
- Обладатель Кубка Италии (2): 2011/12, 2013/14
- Обладатель Суперкубка Италии (1): 2014